# Guy Tavernier
Pour les articles homonymes, voir Tavernier.
 (novembre 2022).
Si vous disposez d'ouvrages ou d'articles de référence ou si vous connaissez des sites web de qualité traitant du thème abordé ici, merci de compléter l'article en donnant les références utiles à sa vérifiabilité et en les liant à la section « Notes et références ».
Guy Tavernier (29 mai 1924 à Charleroi – 7 octobre 1996 à Louvain), est un physicien nucléaire belge. Il a fait plusieurs découvertes en physique atomique et physique des particules et fut le père du nucléaire belge.

## Biographie et recherches
(octobre 2016).
Guy Charles Tavernier, fils de Lodoïs Tavernier et de Maria Schoeffer, suivit sa famille à Londres au début de la guerre où il termina ses humanités au collège belge de Buxton. Il écrivit un peu plus tard un traité d'astrophysique, initié en septembre 1941, alors qu'il n'avait que 17 ans. 
Il fit ses études à l'Imperial College de l'université de Londres et obtint son doctorat (PhD) en Sciences physiques et mathématiques sous la direction du Prix Nobel de physique George Paget Thomson. Pour son doctorat, il avait mis au point un accélérateur linéaire de particules Van de Graaff qui leur permit d'obtenir de hauts voltages, jusqu'à 3 millions de volts déjà la première année de mise au point, 4 millions de volts étant en ligne de mire, ce qui représenta alors la machine la plus puissante de son genre au monde. Utilisant son Van de Graaff, il accéléra des noyaux de tritium sur une cible de deutérons et provoqua ainsi une nouvelle réaction nucléaire qui produisit pour la première fois deux isotopes de l’hélium, à savoir l’hélium 3 et l’hélium 5.
Il fut rappelé en Belgique par Marc de Hemptinne, prix Francqui, qui lui offrit la direction du nouveau Centre de physique nucléaire au département de physique de l'Université Catholique de Louvain en Belgique où travaillait aussi Georges Lemaître, le père de la théorie de l'Atome primitif (Big Bang). Pionnier du nucléaire en Belgique, il y construisit, aidé de son expérience anglaise, en trois mois, le premier accélérateur Van de Graaff en Belgique en 1948 et y eut aussi, la même année, la copaternité du premier cyclotron belge de Louvain, dont le cœur est toujours visible sur la borne centrale de l'avenue en face du cyclotron de l'université de Louvain-La-Neuve. 

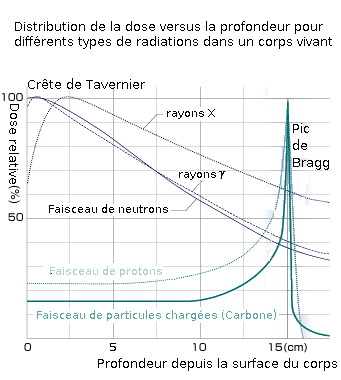
Illustration de la Crête de Tavernier, phénomène qu'il découvrit en 1948 et qui se caractérise par l'accroissement de la dose d'irradiation de certains rayonnements dans l'organisme avant sa décroissance exponentielle

En 1948 également, il découvrit la « Crête de Tavernier » c'est-à-dire le phénomène alors inconnu d'accroissement de la dose d'irradiation des rayons gamma au début de leur pénétration dans un organisme, avant de décroître exponentiellement avec la profondeur. Il mit aussi en évidence que la longueur de diffusion valable pour de l'eau pure, et utilisée jusqu'alors dans les calculs, n'était pas adaptée pour les tissus biologiques. Ce passage par un maximum, phénomène d'ailleurs semblable pour les rayons X et gamma et les faisceaux de photons et de neutrons, généra de nouvelles règlementations dès 1950 au niveau international et la dose jusqu'alors admise de 1,2 Röntgen par semaine fut ramenée à 0,3 Röntgen par semaine, ce qui sauva pas mal de vies, notamment celles exposées lors des radiographies réalisées à l'hôpital. 
En 1950-51, il mesura avec précision la corrélation angulaire béta-gamma du rubidium 86. En juin de cette année 1951, il épousa Marie-Thérèse Verhoustraeten avec qui il aura quatre enfants : Martine, Michèle, André et Jean-Louis.
Il proposa, à la mi-juillet 1952, lors de son séjour au Laboratoire national d'Argonne, l'utilisation de l'eau légère pour le refroidissement des réacteurs nucléaires, alors que jusqu'alors les réacteurs civils étaient refroidis à l'air. Les Américains Walter Zinn, Spinrad et Untermayer lui répondirent de pousser cette idée à fond. Il en fit une étude complète pour le cas d'un réacteur uranium-graphite refroidi à l'eau. De nos jours, la toute grande majorité des réacteurs nucléaires de la planète sont refroidis à l'eau, tels les PWR (réacteurs à eau pressurisée) et les BWR (réacteurs à eau bouillante). 
Lors de ce séjour à Argonne, il y mit également au point une nouvelle technique de mesure de la section efficace de l'or, fort utile dans les mesures neutroniques. À son retour à Bruxelles, il imagina un autre dispositif pour mesurer à son tour la section efficace de l'hydrogène qui était restée difficile à évaluer. 
Il mit ensuite au point une source stable de neutrons radium-beryllium (précision de 2 %) qui resta plusieurs années la source étalon et référence standard internationale connue sous le nom de source de neutrons standard Union minière, du nom de la société où il continua ses recherches une bonne partie des années cinquante au département Radium. Il mit aussi au point, à cette occasion, une méthode de mesure neutronale de haute précision basée sur les intégrales spatiales de la densité de ralentissement des neutrons.
Au cours de ses recherches sur les mesures absolues de neutrons, il découvrit en 1954 le phénomène de l'absorption des neutrons thermiques par la source émettrice elle-même. Il confirma et précisa aussi le taux d'absorption des neutrons rapides par l'oxygène de l'eau, phénomène jusqu'alors négligé et pourtant ô combien important à connaître vu l’utilisation en vue de l’eau légère dans bon nombre de futurs réacteurs nucléaires. C’est la connaissance précise de ces valeurs de sections efficaces et d'absorptions de l'hydrogène et de l'oxygène qui a permis d’utiliser l’eau légère non seulement comme refroidisseur mais également comme modérateur. Pour Irène Curie, Prix Nobel de chimie, qui s'interrogeait sur la question, il confirma enfin que les sources de radium émettaient invariablement une petite quantité de neutrons.

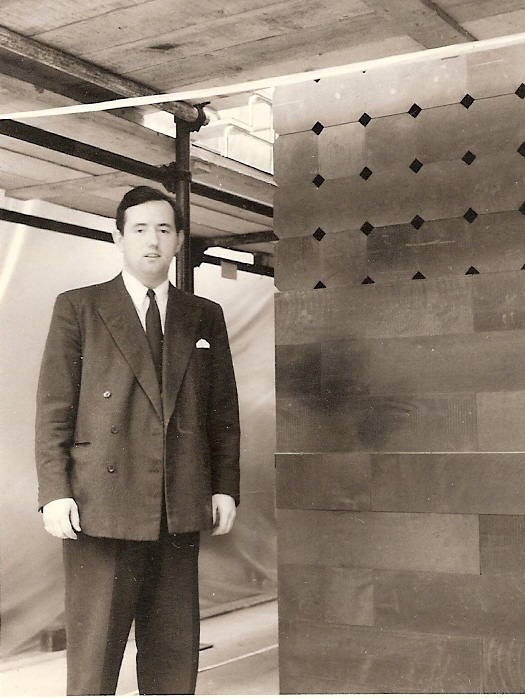
Guy Tavernier devant la première pile atomique belge dans laquelle il réalisa la première réaction nucléaire en chaîne en Belgique le 1 mars 1954

Le 1er mars 1954, il réalisa à l'École royale militaire face au Parc du Cinquantenaire à Bruxelles la première réaction nucléaire en chaîne en Belgique dans la première Pile exponentielle uranium-graphite belge qu'il y avait construite, et ce en utilisant sa source de neutrons RaBe qu'il avait mise au point. Il y détermina ainsi les caractéristiques du futur réacteur RB1 (rebaptisé BR1) qui sera installé à Mol en 1956. Ce RB1 était en fait sa Pile exponentielle qui avait été démontée, stockée puis remontée à Mol deux ans plus tard.
Il sera ainsi le principal concepteur belge de ce réacteur de tests BR1 et aussi du réacteur de puissance BTR (rebaptisé BR3), de même qu'il fit aussi une série d'études préliminaires pour la conception du réacteur d'essais de matériaux, le BR2. 
Il fut le père du premier petit réacteur nucléaire de recherche belge (Thetis), installé à l'université de Gand, et qui restera le seul réacteur de conception entièrement belge et qui aura une durée de vie de 37 ans. Lors de l'étude de la conception de ce réacteur, vers 1956 ou 57, il réalisa probablement une première mondiale, à savoir la compaction de poudre d'oxyde d'uranium par vibration, et dont la recherche de la fréquence de résonance fut réalisée… dans le garage de son domicile privé. Dans le délai extrêmement court d’octobre à décembre 1957, dans les locaux de la GNEC en Floride, il réalisa un véritable marathon pour concevoir un réacteur BWR de 125 MW qui aurait dû être le premier réacteur de puissance producteur d’électricité installé en Belgique, mais qui sera finalement installé en Suède. Il fut aussi le père du petit réseau nucléaire sous-critique installé en démonstration à l'Exposition universelle de 1958 à Bruxelles (Expo 58). 
En 1963, il réalisa une autre première mondiale en introduisant pour la première fois 12 barreaux enrichis avec du plutonium dans un réacteur, le BR3 de Mol en l'occurrence. 
Le 31 janvier 1957, il fut cofondateur de la Belgonucléaire SA dont il deviendra l'administrateur directeur général en 1965 jusqu'à l'approche de sa retraite. Il fut rapporteur pour la Belgique aux trois conférences internationales de Genève sur la sûreté des réacteurs nucléaires. Spécialiste mondial du combustible au plutonium et des réacteurs rapides surgénérateurs, cela mena la Belgonucléaire à être choisie comme architecte industriel par la France pour la conception et la construction des deux premiers réacteurs rapides dans la Communauté Européenne, à savoir les réacteurs Harmonie et Masurca de Cadarache. Ce savoir-faire et la maîtrise de ces technologies lui permirent de mettre sur pied l'usine de Dessel qui en 1974 fut pas moins que la première usine de fabrication de combustible uranium en Europe, la première usine de fabrication de combustible plutonium au monde et la première usine de retraitement de combustible en Europe. 
Il apporta de nombreuses idées à la conception d'un grand nombre de réacteurs au cours de la suite de sa carrière qui devint, dès ce moment, progressivement scientifico-industrielle, en mettant toujours l'originalité, la fiabilité et la sécurité au premier plan. À titre d'exemple, en 1957, c'est lui qui décida et exigea des Américains qui travaillaient partiellement sur le BTR (rebaptisé BR3), et les Américains n'avaient jamais vu ça - c'était à nouveau une première mondiale - d'enfermer tout le cycle primaire, y compris le blindage en béton, dans une sphère en acier de 22 mm d'épaisseur pouvant résister à des surpressions importantes et contenir tout accident nucléaire. Il continuera en fait longtemps à concevoir des réacteurs de recherche qui permettaient de mettre en évidence certains phénomènes physiques ou d'en tirer parti, tel avec le réacteur rapide pulsé SORA qui permettait d'obtenir des pulses puissants de neutrons et de durées extrêmement courtes. 
Conscient de l'importance de l'informatique qu'il introduisit à la Belgonucléaire, elle fut ainsi la première société à utiliser un gros ordinateur en Belgique et il fut cofondateur en 1969 du Centre d'Informatique Générale (CIG), la première société purement informatique en Belgique. 
Le 8 février 1969, il fut parmi les quelques scientifiques belges qui accueillirent à Bruxelles Frank Borman, le commandant de bord de la mission spatiale Apollo 8, pour une réunion de travail au Conseil National de la Politique Scientifique. Un des sujets discutés fut le propulseur nucléaire pour satellites de Belgonucléaire pour le projet européen ELDO.
Il fit participer la Belgonucléaire au consortium chargé de la conception de la centrale solaire d'Almeria dans le sud de l'Espagne et aussi à la construction de dispositifs solaires de pompage et de purification d'eau aux UV pour le tiers monde. 
Il fut administrateur, vice-président ou président de plusieurs sociétés, membre de nombreuses sociétés savantes et vice-président ou président de plusieurs conférences nucléaires Internationales ENS/ANS (Société nucléaire européenne et American Nuclear Society) de 1975 à 1986. Son dynamisme et sa grande valeur scientifique contribuèrent à donner, à l'époque, à la Belgique une meilleure indépendance énergétique et un savoir-faire qui s'exportait dans le monde entier.

## Honneurs
- Chevalier de l'Ordre de la Couronne en 1967 (à 43 ans)
- Officier de l'ordre de Léopold II
- Knight Grand Commander of the Order of the Holy Cross of England en 1967
- Exceptional Service Award en 1980 de l'American Nuclear Society (ANS) dont il fut également Fellow, titre méritoire exceptionnellement donné à un scientifique en dehors des États-Unis.
- Président honoraire de la Société européenne d'énergie nucléaire (ENS)

## Affiliations à des sociétés savantes
- Membre de la Atomic Scientist Association
- Associated Member du Royal College of Sciences (UK)
- Membre de la New York Academy of Sciences
- Membre à vie de la British Institute of Radiology
- Membre et Administrateur effectif de la Société Royale Belge des Ingénieurs et Industriels
- Membre à vie de l'American Institute of electrical and electronics engineers (IEEE)
- Cofondateur, Membre du Bureau et du Conseil, Vice-Président et Président honoraire de la Société Européenne d'Énergie Nucléaire (ENS)
- Membre du Conseil de Direction et Fellow de l'American Nuclear Society (ANS)
- Membre de l'American Physical Society
- Membre de l'Institute of Physics (UK)
- Membre de la Physical Society (London)
- Membre de la National Geographic Society (EU)
- Membre de la Société Belge de Physique
- Membre de la Société Royale d'Astronomie d'Anvers
- Membre de nombreuses autres sociétés scientifiques belges et étrangères